# Orden de Alcántara
La Orden de Alcántara es una orden militar y religiosa creada en el año 1154 en el Reino de León, y que perdura en la actualidad. Es una de las cuatro grandes Órdenes militares españolas, siendo las otras tres las de Santiago, Calatrava y Montesa. Al principio se denominaba Orden de San Julián del Pereiro y era filial de la Orden de Calatrava.

## Historia

### Fundación
En las riberas del río Coa (Reino de León) y en algún momento entre los años 1168 y 1172 nace como una comunidad de freires la orden del Pereiro. Antes de 1183, la hermandad se habrá militarizado como parte del proyecto de Fernando II de León de dar viabilidad política y económica al reino de León que había heredado en 1157.

En la primavera de 1175 aparece el primer documento, una bula de Alejandro III en la que se menciona una comunidad de freires al cuidado de la iglesia de San Julián —Monasterio del Pereyro— y a Gómez como prior del mismo. En 1183 se produce un cambio en la naturaleza de la Institución. Al inicio de la primavera de ese año, el papa Lucio III se dirige a Gómez como maestre —dilectis filiis Gometio, magistro—, el mismo tratamiento que recibían los mandatarios de las órdenes militares; además el pontífice alude a un nuevo estatus jurídico para el Pereiro que ponía a sus miembros bajo la directa protección y custodia pontificia, desligándolos de la autoridad de los obispos, y que no impedía que la institución y sus miembros se rigieran por la regla de San Benito. Por último, Lucio II hacía una referencia a la contribución de la comunidad del Pereiro a la defensa de la Cristiandad. Todo parece indicar que la institución había adquirido características propias de una milicia, muy alejada ya de la cofradía religiosa y monástica que había sido hasta ese momento.
Tras su conquista a los musulmanes en 1213, la defensa de la ciudad de Alcántara fue encargada a la Orden de Calatrava en 1214, pero cuatro años más tarde renunciaron por la lejanía a Calatrava y, con permiso del rey Alfonso IX de León, Calatrava cedió Alcántara a la recientemente formada orden de los «Caballeros de Julián de Pereiro» a cambio de cierta dependencia de filiación con respecto a la orden de Calatrava, de ahí que adoptasen también la regla del Císter. A raíz del establecimiento de su sede central en la villa recibida, el primitivo nombre de orden de San Julián fue desapareciendo paulatinamente, hasta que en 1253 sus maestres se titulaban «maestres de la orden de Alcántara», quedando reducida San Julián Pereiro a ser una simple encomienda de la orden.

### Posesiones
Sus primeras posesiones se ubicaban más al norte de lo que luego sería el núcleo principal de asentamiento. Comenzaron a crecer cuando, a la recibida villa de Alcántara, se sumaron  Santibáñez y Portezuelo, tras ganar un pleito a la orden del Templo, así como Navasfrías, donada por Alfonso IX, y Valencia de Alcántara, conquistada por los caballeros de la orden en 1220. De esta forma quedó configurado su bloque fundamental de posesiones en el partido de Alcántara, al oeste de la actual provincia de Cáceres.
El comienzo de su asentamiento en el este de la provincia de Badajoz, en la comarca de La Serena, que sería el otro gran núcleo del señorío de la orden, tiene lugar en 1231 cuando conquistan Magacela, que sería donada definitivamente a la orden tres años después por Fernando III el Santo como compensación por ciertos derechos alegados sobre la villa de Trujillo. Magacela se constituye en encomienda y se crea un priorato con jurisdicción en el territorio vecino. Al mismo tiempo la orden recibe el encargo del rey de repoblar Zalamea, conquistada por esos años.  
Tras la conquista de Córdoba en 1236 por Fernando III, se puede decir que la orden completó en la práctica sus posesiones. Entonces les fueron  donadas Benquerencia y Esparragal, esta última conquistada por los templarios. Su señorío, no obstante, no se redondearía hasta comienzos del siglo XIV, cuando consiguió la donación del castillo de Eljas en 1302 y de Villanueva de la Serena un año después. Aunque la orden participó en la conquista de Andalucía, apenas recibió donaciones en esta región, limitadas a los castillos de Morón y Cote y el lugar del Arahal, que le fueron donados por Sancho IV de Castilla en 1285, pero permutados con Pedro Girón en el siglo XV (1461) a cambio de Salvatierra, Villanueva de Barcarrota y el castillo de Azagala.
En 1312, cuando se disolvió la Orden del Templo, el castillo de Alconchel pasó a ser de la Orden de Alcántara.

### SigloXV
En 1492 el rey Católico Fernando II de Aragón consiguió del Papa Alejandro VI la concesión del título de Gran Maestre de la orden con carácter vitalicio. Entonces, los territorios de los alcantarinos abarcaban parte de la actual provincia de Cáceres en su límite con Portugal, las estribaciones de la Sierra de Gata y gran parte de la zona oriental de la provincia de Badajoz (la comarca de La Serena). Una extensión  aproximada de 7000 km², sin incluir algunas posesiones aisladas en Andalucía y Castilla.
En ese siglo la potencia militar de la orden de Alcántara es menor que la de Santiago y la de Calatrava, debido a sus menores posesiones territoriales y, en consecuencia, su menor poder económico.

### Presencia en América
Aunque la Orden de Alcántara fue fundada en la península ibérica y su actividad principal se centró en España sin presencia militar o misionera conocida en América no quita que algunos de sus miembros, como don Melchor de Navarra y Rocafull, desempeñaron roles importantes en la administración colonial del virreinato del perú. Don Melchor ocupó el cargo de Virrey del Perú desde 1681 hasta 1689. Durante su mandato, se enfrentó a varios desafíos, incluyendo la lucha contra los piratas y corsarios en el Pacífico, la administración de la justicia y la gestión de los recursos coloniales. Otro virrey fue Pedro de Toledo y Leiva, caballero de alcantara y su hijo Antonio Sebastián de Toledo Molina y Salazar quien fue virrey de nueva España.

### Secularización
En 1522, Adriano VI fue más allá, al conceder a Carlos I los títulos de Gran Maestre de las tres órdenes militares de España con carácter hereditario.
Los Caballeros de Alcántara fueron liberados del voto de celibato por la Santa Sede en 1540 y la pertenencia en la orden pasó a ser una forma de recompensar a los nobles por parte de la corona. Bajo la dominación francesa se confiscaron las rentas de Alcántara, en 1808, aunque fueron devueltas parcialmente en 1814, después de la restauración de Fernando VII.
La monarquía liberal tomó gran parte de las propiedades de la Orden en la década de 1830, pero por Real Decreto de 7 de abril de 1848, se restauraron la mayoría de los beneficios de las cuatro órdenes (Santiago, Calatrava, Alcántara y Montesa). En el Concordato de 1851 se permitió a las cuatro órdenes militares la jurisdicción eclesiástica sobre sus territorios, mientras que como titular de la jurisdicción quedó el rey (o la Reina).
La Primera República Española, proclamada el 12 de febrero de 1873, dispuso la abolición de todas las órdenes militares. El Papa Pío IX, considerando la jurisdicción eclesiástica de las órdenes abolidas, transfirió la administración de sus beneficios a las diócesis más cercanas, mediante la bula Quo graviu del 14 de julio de 1873. El Presidente de la República, el duque de La Torre, viendo esto como una concesión del Papa, restableció las órdenes militares y su órgano rector: el Tribunal.
Alfonso XIII obtuvo de facto la aprobación del título de Gran Maestre y Administrador Perpetuo, cuando la Santa Sede confirmó ciertas regulaciones en 1916. Un Real Decreto del 18 de febrero de 1906, introdujo algunas modificaciones en la normativa reguladora del Tribunal Metropolitano y del Consejo, que fueron las últimas regulaciones formales introducidas antes de la caída de la monarquía en 1931. 
La Segunda República pretendió suprimir las órdenes en un decreto del 29 de abril de 1931, apenas dos semanas después de la proclamación de la República, y disolver el Tribunal, pero no mencionaron el Consejo de las Órdenes Militares, dejando a la situación jurídica de este cuerpo intacto. La represión provocó una protesta inmediata por parte del Cardenal primado ya que el carácter religioso de estas órdenes fue reglamentado por el Concordato. En una modificación del acto anterior, el Ministerio de Guerra, por decreto del 5 de agosto de 1931, declaró las cuatro órdenes sujetas a la ley española de asociaciones y nombró una "Junta o Comisión Provisional", a la que dio personalidad jurídica en lugar del Consejo.
Juan de Borbón, conde de Barcelona, padre de Juan Carlos I, fue nombrado oficialmente por su hijo «Deán Presidente del Real Consejo de las Órdenes de Caballería de Santiago, Calatrava, Alcántara y Montesa» en 1978. Después de su muerte, el Comendador Mayor de la Orden de Alcántara, el infante Carlos, duque de Calabria, fue nombrado su sucesor, ostentado este cargo después de su muerte hasta el día de hoy, su hijo Pedro.

## Cargos y oficios

### Maestre

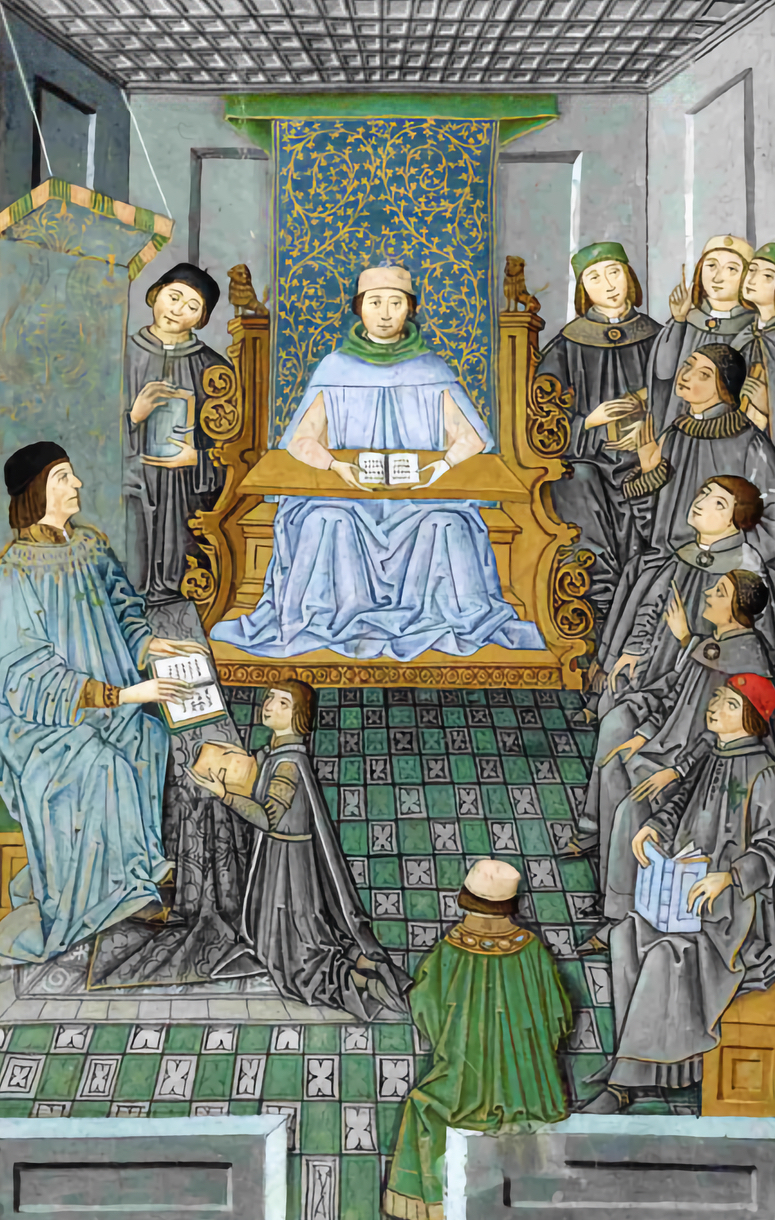
Antonio de Nebrija impartiendo una clase de gramática en presencia de Juan de Zúñiga Introductiones Latinae, 1486. Biblioteca Nacional. Madrid.

La Orden de Alcántara tuvo 37 maestres antes de que dicho oficio pasase a titularidad de la monarquía española en 1494.
1. Gómez (c. 1175-1200)[1][6]
2. Benito Suárez (1200-1208) (1200-1216)[6][7]
3. Nuño Fernández Barroso (1218-1219), hijo del freire de Calatrava, Fernán Gómez Barroso,[8] recibió los bienes calatravos en el reino de León, y al frente de ellos la importante fortaleza de Alcántara en 1218,[9]
4. García Sánchez (1219-1227)[6][10]
5. Arias Pérez (1227-1234),[11][6] conquista Magacela que recibe Pedro Ibáñez del rey Fernando III en abril de 1234 ya siendo maestre.[11]
6. Pedro Yáñez (Pedro Ibáñez) (1234-1254)[6][12]
7. García Fernández de Barrantes (1254-1284)[6][13]
8. Fernando Páez (1284-1292)[6][14]
9. Fernando Pérez Gallego (1292-1298)[6][15]
10. Gonzalo Pérez (1298-1316),[6] sobrino de su predecesor.[16]
11. Ruy Vázquez de Quiroga (Rodrigo Vázquez) (1316-1318),[6] fue destituido el 19 de enero de 1318.[17]
12. Suero Pérez Maldonado (1318-1335)[6][17]
13. Ruy Pérez Maldonado (1335-1337)[6], hermano del anterior.[18] El 26 de mayo de 1337 renunció al maestrazgo y, ante el maestre de Calatrava, Juan Núñez de Prado, Gonzalo Martínez tomó posesión del cargo.[19]
14. Gonzalo Martínez de Oviedo (1337-1339/40)[6]
15. Nuño Chamizo (c. 1340-1343),[6] falleció en agosto/septiembre de 1343 en la toma de Algeciras.[20]
16. Pedro Alfonso Pantoja (1343-1345)[6][21]
17. Pedro Yáñez del Campo (1345)[6][22]
18. Fernando Pérez Ponce de León (1346-1355).[6][23] Tataranieto del rey Alfonso IX de León.[6]
19. Diego III Gutiérrez de Cevallos (1355)[6]
20. Suero Martínez Aldama (1356-1363)[6]
21. Gutierre Gómez de Toledo (1363-1365)[6]
22. Martín López de Córdoba (1365-1367)[6]
23. Pedro Muñiz de Godoy (1367)[6]
24. Pedro Alfonso de Sotomayor (1367-1369)[6]
25. Melendo Suárez (1369-1370)[6]
26. Ruy Díaz de la Vega (1370-1375)[6]
27. Diego Martínez, maestre de la Orden de Alcántara (1376-1383)[6]
28. Diego Gómez Barroso (1383-1384)[6]
29. Gonzalo Núñez de Guzmán (1384-1385)[6]
30. Martín Yáñez de la Barbudo (1385-1394)[6]
31. Fernando Rodríguez de Villalobos (1394-1408)[6]
32. Sancho de Aragón y Castilla (1408-1416)[6]
33. Juan de Sotomayor (1416-1432)[6]
34. Gutierre de Sotomayor (1432-1454)[6]
35. Gómez de Cáceres y Solís (1458-1473)[6]
36. Alonso de Monroy (1473-1477)[6]
37. Juan de Zúñiga (1477-1494)

- Monarquía Española (1494-...)

### Clavero
En las órdenes de Calatrava y Alcántara, el clavero es un oficio honorífico. Es el encargado de la custodia de las llaves del castillo y convento mayor, y las del archivo, con otros encargos principales.

## Territorio

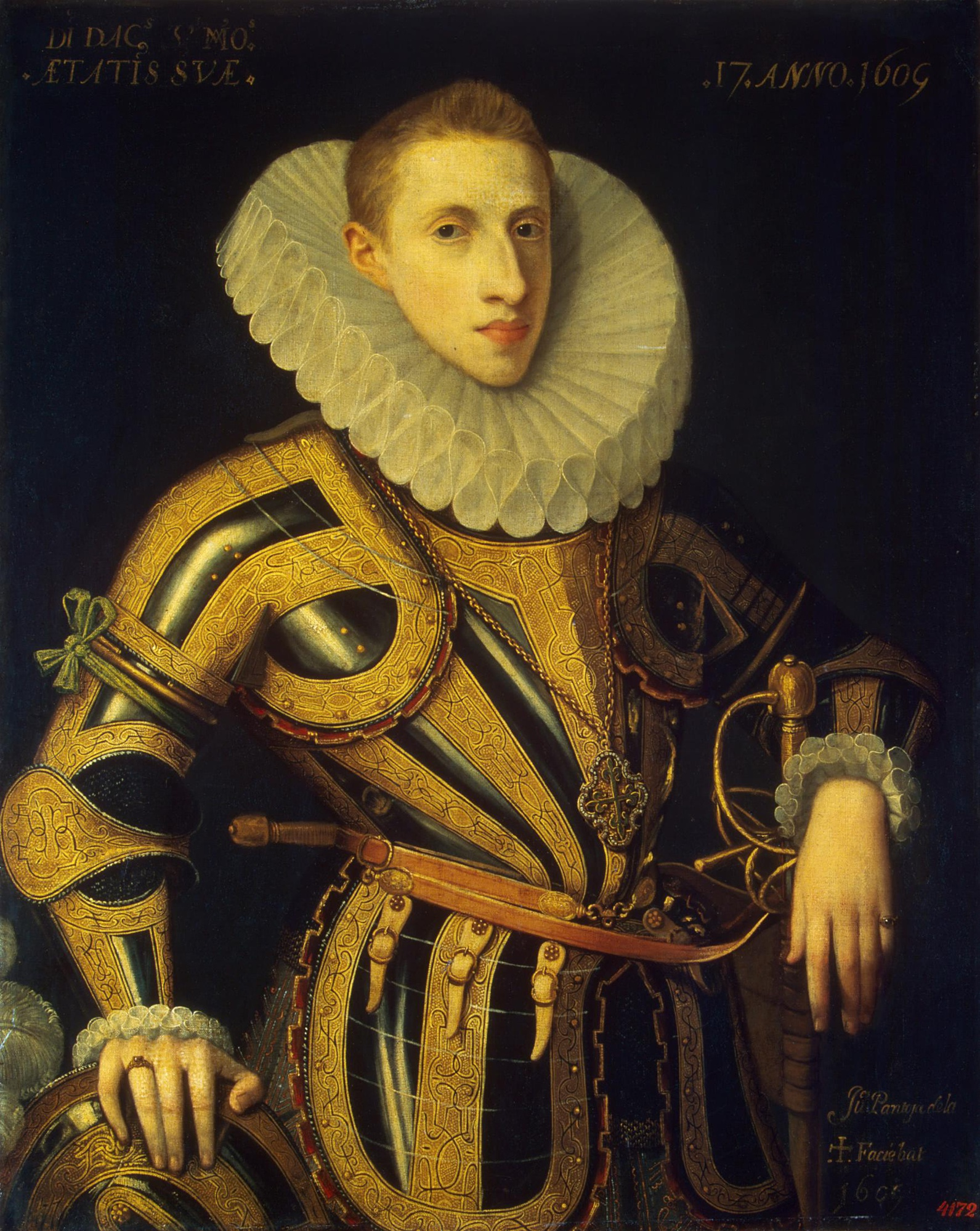
Retrato de don Don Diego de Villamayor con el orden (1605).

En el siglo XVI las localidades que pertenecían  a la orden figuran en la relación que a continuación se expresa, remitida por el gobernador de Alcántara el 14 de julio de 1571:
- El partido de Alcántara, con 14 pilas y 3580 almas.
- El partido de Villanueva de la Serena, con 19 pilas y 5710 almas.
- El partido y gobernación de Valencia de Alcántara, con 6 pilas y 1920 almas.
- El partido de Sierra de Gata, con 15 pilas y 2695 almas.